# Cheerleading ai Giochi mondiali 2025
Le competizioni di lacrosse ai Giochi mondiali 2025 si sono svolte dal 15 al 16 agosto 2025 al Dong'an Lake Sports Park Gymnasium di Chengdu, in Cina.

## Podi
| Specialità           | Oro                                     | Argento                               | Bronzo                                    |
| Mixed Pom (dettagli) | Stati Uniti Sydney Martin Allison Hoeft | Ecuador Jennifer García Fabiana Velez | Australia Shayla Myerscough Emily Growdon |

## Medagliere
| Posiz. | Nazione     | Oro | Argento | Bronzo | Totale |
| ------ | ----------- | --- | ------- | ------ | ------ |
| 1      | Stati Uniti | 1   | 0       | 0      | 1      |
| 2      | Ecuador     | 0   | 1       | 0      | 1      |
| 3      | Australia   | 0   | 0       | 1      | 1      |
| Totale | Totale      | 1   | 1       | 1      | 3      |